# Arquidiócesis de Goa y Damán
La arquidiócesis de Goa y Damán (en latín: Archidioecesis Goana et Damanensis, en portugués: Arquidiocese de Goa e Damão y en konkani goano, Gõy ani Damanv Mha-Dhormprant) es una circunscripción eclesiástica de la Iglesia católica en India. Se trata de una arquidiócesis latina, sede metropolitana de la provincia eclesiástica de Goa y Damán. Desde el 12 de diciembre de 2003 su arzobispo y primado del Oriente es el cardenal y patriarca ad honorem de las Indias Orientales Filipe Neri António Sebastião do Rosário Ferrão.

## Territorio y organización

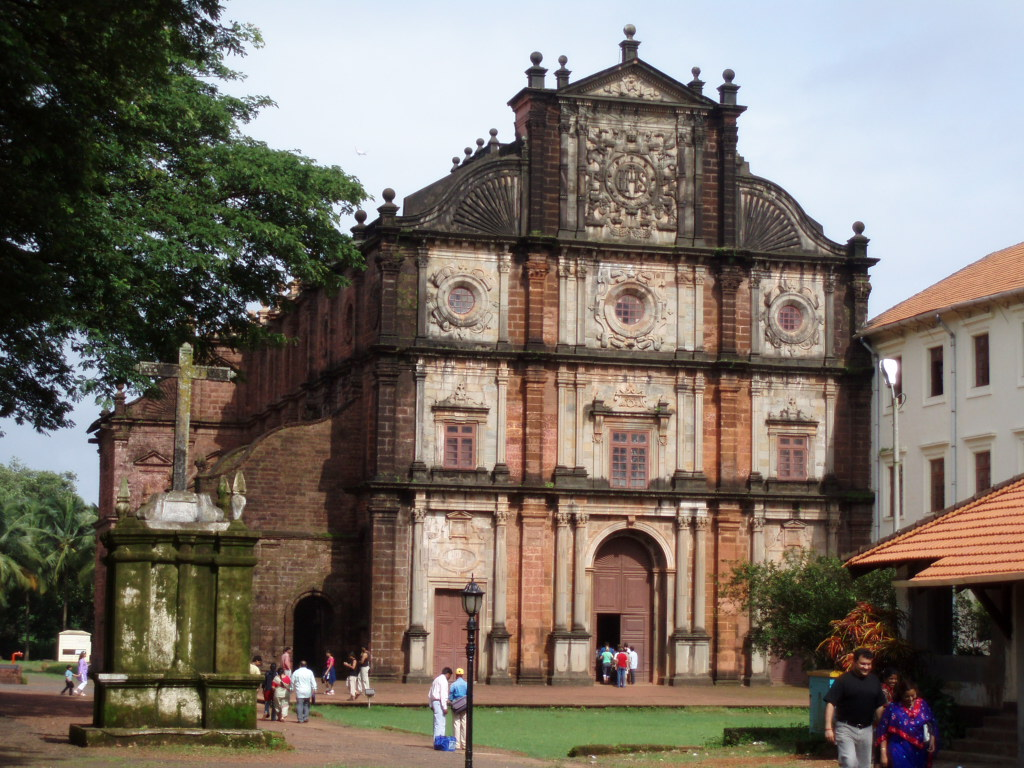
Basílica del Buen Jesús de Goa, que alberga la tumba de san Francisco Xavier

La arquidiócesis tiene 4194 km² y extiende su jurisdicción sobre los fieles católicos de rito latino residentes en cinco entidades territoriales no contiguas entre sí, en la costa oeste de la India: el estado de Goa y los territorios de Dadra y Nagar Haveli y de Damán y Diu.
La sede de la arquidiócesis se encuentra en la ciudad de Goa Vieja (antigua capital de las posesiones portuguesas en la India), en donde se halla la Catedral de Santa Catalina, que forma parte del conjunto que pertenece al Patrimonio de la Humanidad de iglesias y conventos de Goa. En Damán está la excatedral de la suprimida diócesis de Damán, dedicada al Buen Jesús, y en Goa Vieja la basílica menor dedicada también al Buen Jesús. La residencia archiepiscopal está en Panaji.
En 2019 en la arquidiócesis existían 172 parroquias.
La arquidiócesis tiene como sufragánea a la diócesis de Sindhudurg.

## Historia

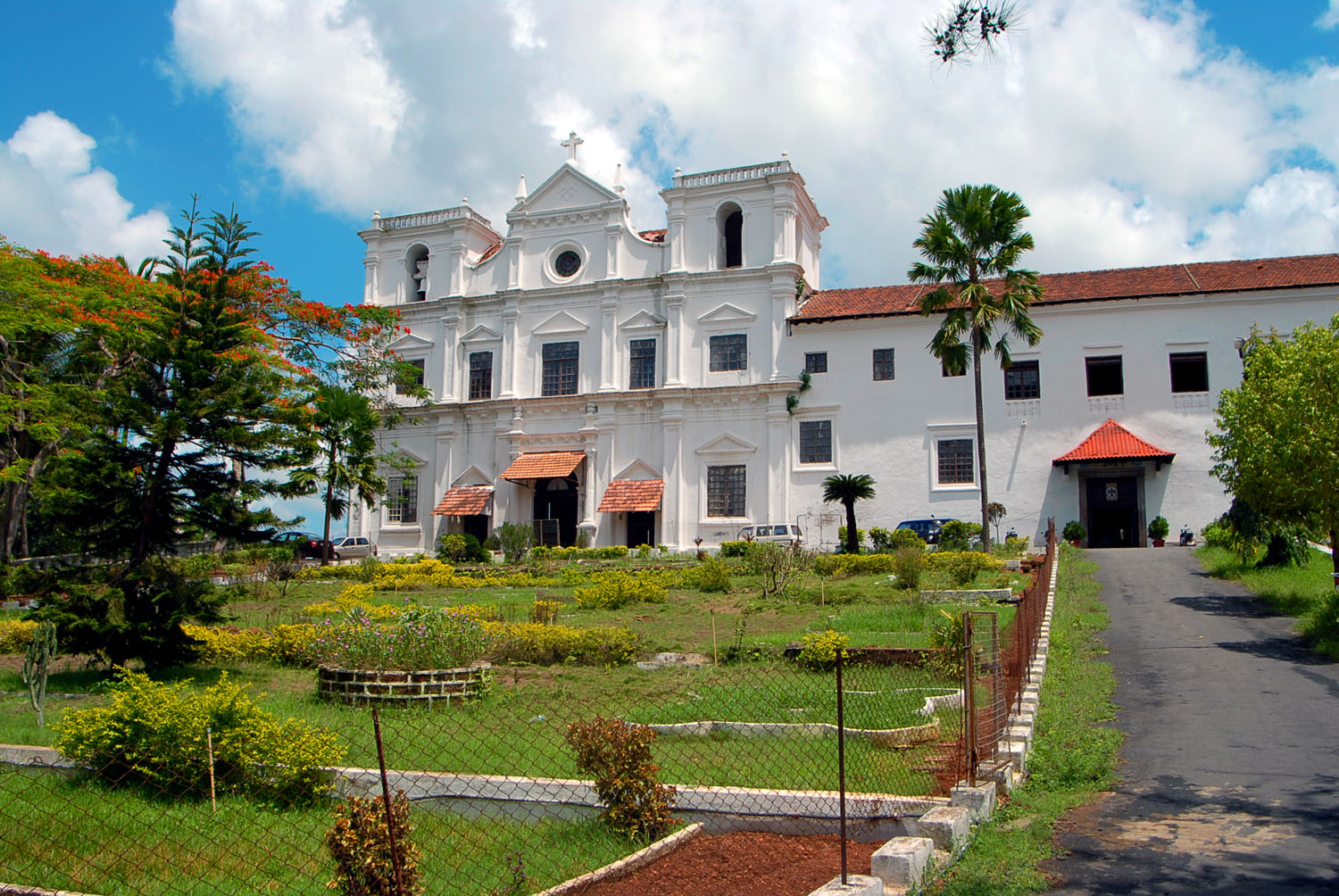
Seminario patriarcal de Goa

### Los orígenes (sigloXVI)
Goa (hoy Goa Vieja) fue conquistada por los portugueses el 25 de noviembre de 1510, día en que se celebra en la Iglesia católica a santa Catalina de Alejandría. La primera iglesia de Goa estuvo dedicada a esta santa, reconstruida ya en 1514 y luego nuevamente en 1531. Goa se convirtió en el principal centro de las colonias portuguesas en Asia, sede del virrey, desde donde partieron las misiones para Asia Oriental y también para África Oriental.
El 12 de enero de 1514 se erigió la diócesis de Funchal, en el archipiélago de Madeira, que tenía jurisdicción sobre todos los territorios descubiertos por los portugueses en los océanos Atlántico e Índico. En Goa, los obispos de Funchal estaban representados por los vicarios generales y, para las ordenaciones sacerdotales, por los obispos misioneros.
Tras los primeros viajes y conquistas portuguesas en las costas malabares de la India, el papa Clemente VII erigió la diócesis de Goa el 31 de enero de 1533 separando territorio de la diócesis de Funchal, mediante la bula Romani Pontificis Circumspectio (no publicada), la que establecía su jurisdicción sobre casi todo el Oriente, desde el cabo de Buena Esperanza hasta China y Japón, su extensión sólo era comparable con la arquidiócesis de Lima, que por esa misma época ocupaba toda Sudamérica. Al mismo tiempo la diócesis de Funchal fue elevada al rango de sede metropolitana, de la que Goa se convirtió en sufragánea. El 3 de noviembre de 1534 se confirmó la erección de la diócesis de Goa mediante la bula Aequum reputamus del papa Paulo III, ya que la muerte de Clemente VII había impedido la publicación de la primera bula de erección.

5. Y también de las tierras, islas y provincias de la referida Iglesia de Funchal, asignadas de otra manera para su diócesis, el lugar o aldea así erigida en ciudad, así como su distrito o territorio, y la isla de Goa de esta clase, desde el término de la diócesis de Santo Tomás y el cabo de Buena Esperanza hasta la India inclusive, y desde la India hasta China se extiende, con todos y cada uno de sus campamentos, pueblos, lugares y distritos, tanto en la en tierra firme y en islas y tierras descubiertas y por descubrir, denominaciones de todas las cuales el mencionado predecesor Clemente quiso que se tomaran como expresadas. También desmembró y separó permanentemente al clero, pueblo, personas eclesiásticas, monasterios, hospitales y otros lugares piadosos, y beneficios eclesiásticos con y sin asistencia secular y los regulares de cualesquiera órdenes de la citada diócesis de Funchal, con el consentimiento del propio rey Juan.
Jurisdicción traducida de la bula Aequum reputamus

El 4 de febrero de 1558, mediante la bula Etsi sancta del papa Paulo IV, la diócesis fue elevada al rango de arquidiócesis metropolitana. El mismo día se erigieron las diócesis de Cochín y Malaca (hoy arquidiócesis de Singapur), separando territorio de la diócesis de Goa, que fueron las primeras sufragáneas de la provincia eclesiástica de Goa. En la segunda mitad del siglo XVI se añadieron otras dos diócesis, Macao en China (en 1576) y Funay en Japón (en 1588); la última diócesis, sin embargo, fue efectivamente suprimida ya a mediados del siglo XVII. En el siglo XVII se añadieron la diócesis de Santo Tomé de Meliapor (en 1606), la prelatura de Mozambique (en 1612), Pekín y Nankín (en 1690). Con la excepción de la diócesis japonesa, las otras diócesis aún constituían la provincia eclesiástica de Goa en la primera mitad del siglo XIX.
La iglesia de Santa Catalina se convirtió en la catedral de la diócesis. En estas primeras décadas de presencia portuguesa en Goa se construyeron más de una docena de iglesias; en 1543 el territorio de la ciudad de Goa se dividió en cuatro parroquias. Posteriormente se establecieron otras parroquias allí donde los portugueses habían establecido su propio centro, comercial o militar, en territorio indio, con exclusión de las que dependían de otras diócesis.
Desde el punto de vista eclesiástico, sobre la base de acuerdos particulares entre los reyes portugueses y la Santa Sede, las instituciones religiosas en todas las tierras dependientes de los arzobispos de Goa estaban sujetas al Padroado real: correspondía al rey nombrar todos los oficios eclesiásticos, desde el nombramiento del arzobispo hasta el de los párrocos, y al mismo tiempo correspondía al rey proveer a todas las necesidades de la Iglesia de Goa (mantenimiento de prelados, construcción de iglesias, envío de misioneros).
La evangelización del territorio dependiente de los arzobispos de Goa se llevó a cabo sobre todo por congregaciones religiosas y cofradías. La primera residencia de los franciscanos se erigió en Goa en los años 1517/1518, y la primera cofradía conocida es la de la Santa Fe, establecida en 1541. En 1543 llegaron los primeros jesuitas. Fue en Goa en donde realizó gran parte de su labor misionera el jesuita Francisco Javier, quien desembarcó en la India a pedido del rey de Portugal y como legado papal. Entre 1542 y 1548 Francisco aprendió tamil, tradujo varios textos cristianos y enseñó el catecismo y logró la conversión al cristianismo de muchos indios. Las estancias de Francisco Javier en Goa dieron un fuerte impulso a la conversión al cristianismo. La expansión del cristianismo en el territorio de Goa (la provincia de Bardez al norte, la de Salcette al sur y la provincia central, llamada provincia de las Islas) estuvo acompañada de la destrucción sistemática de templos hindúes y mezquitas musulmanas y, cuando fue necesario, por la limitación o abolición de la libertad religiosa. En 1558 fue ordenado el primer sacerdote indígena, André Vas.
El papa Gregorio XIII mediante el breve Pastoralis officii cura del 13 de diciembre de 1572 concedió al arzobispo de Goa el título de primado de Oriente.
Entre 1577 y 1606 se celebraron en Goa 5 sínodos provinciales, de los cuales 2 en la época de los episcopados de Gaspar de Leão Pereira, que tenían como finalidad organizar y estructurar la Iglesia de Goa, y dirigir misiones en todo el territorio indio dependiente de los arzobispos de Goa.
El 23 de enero de 1576 mediante la bula Super specula del papa Gregorio XIII cedió parte de su territorio para la erección de la diócesis de Macao. El 21 de enero de 1612 cedió otra porción de territorio para la erección de la administración apostólica de Mozambique (hoy arquidiócesis de Maputo) mediante el breve In supereminenti del papa Paulo V.

### SiglosXVIIyXVIII
En 1595 fue nombrado el arzobispo agustino Aleixo de Meneses, quien consolidó la obra de evangelización en el territorio de Goa: visitó toda su arquidiócesis y todas las regiones cristianas de la costa occidental de la India; estableció cerca de 40 parroquias con sus iglesias; aprobó el nacimiento de la primera casa montepío, instituida por un misionero jesuita; fundó el primer monasterio femenino de toda Asia, el de los claustros agustinos de Santa Mónica; también fue durante 3 años gobernador de los dominios portugueses en Asia.
Su sucesor Cristovão da Sá e Lisboa inició la construcción de una nueva catedral, consagrada por Sebastião de São Pedro en 1628.
El comienzo del siglo XVII vio la llegada de los primeros colonos holandeses a la India: fue el comienzo del declive comercial y político de Portugal en la India y en toda Asia. A mediados de siglo, las posesiones portuguesas en la India fueron perdidas a manos de los holandeses, excepto Goa, Damán, Diu, 
Bassein y Chaul. A pesar de la reducción del imperio colonial portugués en la India, el gobierno de Lisboa siguió reclamando y ejerciendo los derechos de Padroado sobre todas las antiguas posesiones, aunque políticamente ya no tenía ningún control sobre ellas.
En este contexto, surgieron los primeros conflictos con la Congregación de Propaganda Fide, en particular cuando en 1637 esta última nombró al sacerdote Matheus de Castro Mahale como vicario apostólico de Idalcan, Deccan y Bijapur (de donde es originaria la arquidiócesis de Bombay). De nada sirvieron las protestas de las autoridades de Goa y del arzobispo Francisco dos Martyres, también porque Matheus de Castro contó con el apoyo del sultán de Bijapur. Las mismas dificultades surgieron en 1674 cuando la Santa Sede erigió el vicariato apostólico de Kanara, cuyo propietario, Tomás de Castro, instaló su sede en Mangalore, en donde los portugueses tenían su propio puesto avanzado.
Las continuas guerras libradas por los portugueses contra los marathas hicieron que la vida en la pequeña colonia portuguesa de Goa fuera aún más difícil. La misma ciudad como sede episcopal se fue despoblando paulatinamente de más de 300 000 habitantes a principios del siglo XVII a 20 000 en 1695; en 1775 habrá sólo 1600. De Goa Vieja, solo quedarán las iglesias y las casas de los religiosos en medio de edificios en ruinas, cuyo material se reutilizó a menudo para la construcción de una nueva capital portuguesa en Panaji, en donde los arzobispos trasladaron definitivamente su residencia a finales del siglo XVIII.
Otro problema que los arzobispos de Goa no siempre lograron dominar fue la relación con los religiosos, numerosos en las colonias indias portuguesas (más de 1700 en 1636), y en particular con los curas de almas y parroquias, que a menudo actuaban de manera independiente por autoridad y decisiones episcopales, como una Iglesia paralela. En 1695 el arzobispo Agostinho da Annunciação prohibió a los jesuitas y franciscanos hacer la visita canónica a sus parroquias, que por derecho pertenecían sólo al ordinario. A principios del siglo XVIII los franciscanos se opusieron a las directivas de gobierno, adoptadas por el arzobispo, de imponer la lengua portuguesa como lengua única, en detrimento de las lenguas locales; y también hicieron todo lo posible para evitar que los arzobispos reemplazaran a los párrocos franciscanos por párrocos del clero local. Sólo a partir de 1766 y 1767 los franciscanos dejaron de tener parroquias propias.
Incluso en el siglo XVIII continuaron las tensiones entre el Gobierno portugués, los arzobispos de Goa y la Propaganda Fide. Esta vez la disputa se refería a Bombay, comprada por la Compañía de Indias en 1668, y los territorios portugueses al norte y este de la ciudad, con la pequeña capital Bassein, que pasó a los marathas en 1739 y luego a los británicos. Aquí se desarrolló un régimen de doble jurisdicción, no exento de tensiones y problemas, con algunas parroquias gobernadas por sacerdotes portugueses enviados desde Goa y otras sometidas a sacerdotes dependientes de los vicarios apostólicos del Gran Mogol (nombre asumido en 1669 por el vicariato apostólico de Idalcan, Deccan y Bijapur).
El decreto de supresión de la Compañía de Jesús también se aplicó en Goa en 1759. El 26 de septiembre, 127 jesuitas fueron arrestados y retenidos en Goa durante más de un año; en diciembre de 1760 todos fueron cargados en un solo barco con destino a Lisboa; 23 murieron durante el viaje, los demás permanecieron en prisión durante 18 años en Portugal.

### sigloXIX
Dos hechos marcaron significativamente la historia de la arquidiócesis de Goa durante el siglo XIX: la supresión de los religiosos y el duro enfrentamiento con la Propaganda Fide que desembocó en el llamado cisma de Goa.

#### La supresión de los religiosos
El 5 de agosto de 1833 y el 30 de mayo de 1834, el Gobierno portugués decretó la supresión de todas las órdenes religiosas no solo en la patria, sino también en los territorios de ultramar. Estos decretos se implementaron en Goa en marzo y octubre de 1835 y fueron implementados por el vicario capitular António Dias da Conceição, estando vacante la sede de Goa desde la muerte de Manuel Santo Galdino en 1831.
Había 248 hombres y mujeres religiosos en Goa en ese momento y sus activos inmobiliarios estaban valorados en aproximadamente 100 000 libras esterlinas. La mayoría de los religiosos fueron secularizados y sus bienes confiscados por el Estado y solo parcialmente redistribuidos a la arquidiócesis. El vicario capitular envió una circular el 8 de julio de 1836 a todos los párrocos para que vigilaran el comportamiento de los antiguos religiosos y enviaran periódicamente un informe a la curia.
La excepción a la regla fueron los claustros agustinos de Santa Mónica a los que se les permitió seguir viviendo en su convento, pero sin poder acoger a nuevas novicias. En 1856 solo quedaban 7 y en 1878 solo una, que fue trasladada a otro lugar. El monasterio y todos sus bienes se pusieron a disposición de la arquidiócesis.
Consecuencia de la supresión de los religiosos fue la ruina de bienes inmuebles, iglesias y monasterios, antiguos y de inestimable valor histórico y cultural, excepto aquellos que fueron reutilizados por el Estado y la Iglesia de Goa. Solo los bienes muebles, en particular los objetos de culto, se salvaron de la destrucción o la enajenación, porque en 1838 Lisboa concedió a los arzobispos de Goa permiso para tomarlos y distribuirlos en las parroquias de la arquidiócesis.

#### Choque entre Roma y Lisboa: el cisma de Goa
El enfrentamiento entre el Gobierno de Lisboa y la Santa Sede sobre los límites y jurisdicción del Padroado se convirtió durante el siglo XIX en un auténtico enfrentamiento muro contra muro: por un lado, la voluntad del Gobierno de mantener intactos los derechos del Padroado real en todo el territorio indio, tal como venían practicándose desde hacía más de tres siglos, y por otro lado la voluntad de la Propaganda Fide de reducir su alcance a proporciones más adecuadas a las nuevas condiciones históricas.
Las tensiones ya se habían manifestado en siglos anteriores, pero se agudizaron cuando el papa Gregorio XVI, exprefecto de Propaganda Fide, extendió el sistema de vicariatos apostólicos a todo el subcontinente indio, y con el breve Multa praeclare del 24 de abril de 1838, suspendió la jurisdicción del Padroado sobre las diócesis de Cochín, Cranganor y Meliapor, disposición que se interpretó como una supresión de facto de estas diócesis, y limitando la jurisdicción de los arzobispos de Goa a los territorios que formaban parte del Imperio colonial portugués únicamente.
La Iglesia india se dividió en dos, entre los partidarios de los vicarios apostólicos y los que permanecieron leales a Portugal. En todas partes de la India, pero especialmente en las grandes ciudades de Bombay, Calcuta y Madrás, se construyeron nuevas iglesias dependientes de los vicarios apostólicos locales junto con iglesias antiguas dependientes del Padroado. En Goa se prohibió la publicación de la Multa praeclare y el arzobispo João José da Silva Torres (1843-1848) llegó a declarar que los breves pontificales eran falsificaciones, ordenando a los párrocos portugueses someter a su propia jurisdicción aquellas iglesias y capillas indebidamente sustraídas por los misioneros de la Propaganda Fide.
Cuando Silva Torres renunció a fines de 1848, la sede de Goa permaneció vacante por otros 13 años y gobernada por el vicario capitular Joachim da Santa Rita Botelho, a quien Silva Torres había designado administrador de las diócesis de Cochín y Cranganor. Para las ordenaciones sacerdotales, la reina María II de Portugal concedió al obispo de Macao Jerónimo José de Mata, el único sufragáneo de Goa en el cargo, ir a Bombay y Goa, para la administración de confirmaciones y la ordenación de más de 250 sacerdotes en Goa. Este hecho suscitó una dura postura por parte del nuevo papa Pío IX, quien el 3 de mayo de 1853 publicó el breve Probe Nostis en el que deploraba duramente la conducta del obispo de Macao, condenaba la actuación del vicario general de Goa en Bombay y amenazaba con la excomunión a quienes no se sometieran a la Multa praeclare de su antecesor.

#### El concordato de 1886
La Probe Nostis se produjo en un momento en que el Gobierno portugués y la Santa Sede estaban negociando para llegar a un compromiso y una solución a la crisis de la Iglesia en la India. Estos trabajos dieron sus frutos con un concordato, firmado el 21 de febrero de 1857, confirmado por el papa el 20 de octubre y por el rey portugués el 6 de febrero de 1858. Si bien a favor del Padroado, la aplicación concreta de las reglas del concordato encontró nuevas dificultades y, de hecho, el concordato permaneció en letra muerta durante casi tres décadas.
En 1861 Goa tuvo por fin nuevo arzobispo, y a partir de ese momento las relaciones entre la Santa Sede y el Gobierno de Lisboa mejoraron notablemente, aunque ambos nunca perdieron de vista el objetivo de llegar a un acuerdo definitivo sobre la cuestión del Padroado.
El 23 de junio de 1886 las partes llegaron a un acuerdo y firmaron un nuevo concordato, que confirmaba el Padroado regio portugués pero limitaba únicamente a los territorios de las 4 sedes indias portuguesas (Goa, Cochín, Meliapor y la nueva diócesis de Damán), que constituía la provincia eclesiástica de Goa junto con la diócesis de Macao y la prelatura territorial de Mozambique. Al arzobispo se le concedió, pero sólo ad honorem, el título de patriarca de las Indias Orientales y también disfrutó del privilegio de presidir todos los sínodos de las Indias Orientales. El territorio de la arquidiócesis se limitaba únicamente a la posesión portuguesa de Goa, a unas quince parroquias en el norte de Kanara ya la región de Belgaum. Estas decisiones fueron confirmadas por el papa León XIII con la bula Humanae salutis publicada el 1 de septiembre de 1886.

#### La diócesis de Damán
La diócesis de Damán fue erigida al mismo tiempo que el concordato de 1886 y la bula Humanae salutis, con territorio tomado de la arquidiócesis de Goa. Incluía las colonias portuguesas de Damán y Diu, y todas las parroquias en territorio británico dependientes del Padroado entre Goa y Diu, en particular las de la ciudad de Bombay y sus alrededores.
La antigua iglesia jesuita de Damán se erigió como catedral, mientras que un antiguo colegio religioso se transformó en seminario episcopal. Además, el título de la arquidiócesis suprimida de Cranganor se unió a los obispos de Damán.
En 1908 estaban registrados 71 000 católicos, con 51 iglesias y 21 capillas, y un total de 85 sacerdotes. La diócesis se dividió en 6 distritos, 4 de los cuales estaban en territorio británico.
La diócesis fue suprimida el 1 de mayo de 1928. En el momento de la supresión contaba con 94 000 católicos, más de 100 sacerdotes, 63 iglesias y capillas.

### El fin delPadroadoy la arquidiócesis actual
El primer patriarca de Goa fue António Sebastião Valente (1881-1908), conocido sobre todo por haber reformado el uso de la música sacra con disposiciones innovadoras en la época (1892) y que se anticipó por años a las directivas de Pío X. También reformó la seminario de Rachol, cerca de Margao, que a partir de 1887 otorgó el título de bachiller en teología. Visitó varias veces su arquidiócesis, incluidas parroquias en territorio británico. En noviembre de 1900 se organizó en Goa el congreso eucarístico nacional. Finalmente, del 3 de diciembre de 1894 al 13 de enero de 1895 Valente organizó un sínodo provincial, al que asistieron no solo los obispos de la provincia eclesiástica de Goa, sino también representantes de Mozambique y Macao; y también dos sínodos diocesanos en 1898 y 1903.
Los cambios políticos en Portugal con el fin de la monarquía y el nacimiento de la república cambiaron las relaciones entre Lisboa y la Santa Sede, lo que hizo necesario el nuevo acuerdo del 15 de abril de 1928, cuyas principales decisiones fueron sancionadas por el papa Pío XI con la bula Inter apostolicam del 1 de mayo siguiente. La diócesis de Damán fue suprimida: Damán y Diu fueron incorporadas a la arquidiócesis de Goa, mientras que las demás parroquias en territorio británico fueron anexadas a la arquidiócesis de Bombay. Goa asumió simultáneamente el nombre de arquidiócesis de Goa y Damán. Además, a los arzobispos de Goa y Damán se les concedió el título de arzobispos de Cranganor, que ya se había concedido a los obispos de Damán.
El concordato decidió mantener los derechos de Padroado, aunque con una modificación sustancial: los obispos portugueses en la India serían nombrados en adelante por la Santa Sede, previa aprobación del Gobierno portugués.
Durante el episcopado de Teotonio Emanuele Ribeira Vieira de Castro (1929-1940) las congregaciones religiosas regresaron a Goa, en particular franciscanos y jesuitas. En 1887 se había establecido en Goa una congregación religiosa diocesana, la Sociedad de Misioneros de San Francisco Javier, que fue reorganizada en la época de Vieira de Castro. El número de religiosos aumentó significativamente durante el episcopado de José da Costa Nunes (1940-1953), quien fundó otras dos congregaciones diocesanas, las Hermanas de Sant'Alessio (más tarde conocidas como Siervas de María) y las Hermanas de la Sagrada Familia de Nazaret.
Durante el siglo XX muchos sacerdotes de Goa partieron como misioneros, particularmente en las tierras africanas bajo control portugués, Cabo Verde, Angola y Mozambique.
El 18 de julio de 1950 Portugal y la Santa Sede llegaron a otro acuerdo, por el que Lisboa renunciaba de una vez por todas a los derechos de Padroado, dejando así libre a la Santa Sede para nombrar obispos y organizar libremente circunscripciones eclesiásticas indias.
El 19 de septiembre de 1953 la arquidiócesis perdió los territorios no portugueses, en parte anexados a la diócesis de Poona, y en parte cedido para la erección de la diócesis de Belgaum. Desde entonces la arquidiócesis incluyó solo los territorios de Goa, Damán y Diu.
En 1961 el ejército indio conquistó Goa, Damán y Diu, poniendo fin a la centenaria presencia lusitana en la India. El último arzobispo portugués, José Vieira Alvernaz, dejó Goa al año siguiente, confiando la arquidiócesis al vicario general, Francisco Xavier da Piedade Rebello, nombrado obispo titular de Tipasa de Mauritania en 1963 y auxiliar del arzobispo ausente, y el 15 de julio de 1966 administrador apostólico sede plena de Goa.
El nuevo gobierno indio procedió a la recuperación y restauración de los antiguos edificios de Goa Vieja, de los que el Gobierno portugués se había desinteresado por completo, en particular lo que quedaba de los antiguos monasterios, iglesias, edificios que alguna vez fueron escuelas, colegios y hospitales. Parte de estas estructuras, luego de largas batallas legales con el Gobierno indio, regresaron a la Iglesia de Goa.
En el siglo XX se añadió a la provincia de Goa y Damán la diócesis de Dili en Timor Oriental (en 1940) y la diócesis de Alleppey en India en 1952. Pero en septiembre de 1953 Goa perdió a todos sus sufragáneos indios: Cochín y Alleppey pasaron a la provincia eclesiástica de la arquidiócesis de Verapoly, mientras que São Tomé de Meliapor ya el año anterior se había unido a la sede de Madrás dando origen a la arquidiócesis de Madrás y Meliapor. La provincia eclesiástica de Goa quedó así reducida a las diócesis de Macao y Dili solamente.
El 1 de enero de 1976, en virtud de la bula Ad nominum del papa Pablo VI, la arquidiócesis de Goa y Damán, que después de 1950 había perdido sus sufragáneas indias y entonces sólo tenía como sufragáneas las diócesis de Macao y Dili, dejó de ser sede metropolitana y fue sujeta inmediatamente a la Santa Sede; sin embargo, los arzobispos conservaron el derecho de llevar el palio como patriarcas honorarios.
El 26 de junio de 1999, con la carta apostólica Clerus ac populus, el papa Juan Pablo II confirmó al beato José Vaz, presbítero, como patrono de la arquidiócesis. José Vaz fue canonizado en 2015.
El 25 de noviembre de 2006 el papa Benedicto XVI con la bula Cum Christi evangelii restableció la arquidiócesis como sede metropolitana, asignándole como sufragánea la diócesis de Sindhudurg.

### La Inquisición de Goa
El tribunal de la inquisición de Goa y su policía, conocida como el "Consejo del Santo Oficio" ("Mesa do Santo Officio"), se establecieron en 1560, sobre el modelo de la Inquisición española. El tribunal dependía del inquisidor general de Lisboa y en 1682 estaba compuesto por 32 funcionarios, incluidos 2 inquisidores, 4 notarios, 2 abogados o procuradores, 1 capellán. Hasta 1645 todos eran portugueses.
La autoridad del tribunal se extendía a todos los cristianos excepto al virrey, el arzobispo de Goa y su vicario general. Se ocupó de todo lo que era hereje o parecía ser, y quería erradicar todas las formas de superstición, apostasía, sacrilegio, magia negra, idolatría, especialmente en las costumbres y tradiciones locales indias. Indirectamente, trató de detener de raíz cualquier intento de culto público hindú o musulmán, cultos prohibidos en Goa. Las penas impuestas dependían de la gravedad del delito: pena de muerte, prisión, prisión en un monasterio, exilio (Lisboa, Mozambique, Brasil); y fueron acompañados por la confiscación de bienes, que podía extenderse hasta la tercera generación.
Desde 1561 hasta 1774 hubo 16 172 juicios realizados por el tribunal de la inquisición, que ciertamente no gozó de una excelente reputación, especialmente después del siglo XVII, cuando el viajero Pyrard de Laval hizo una descripción detallada después de su visita en 1608/1610. Algunos casos causaron sensación, como el del capuchino Efrén de Nevers, encarcelado durante 2 años por celos de sacerdotes portugueses, o el del médico francés Gabriel Dellon, quien publicó un libro sobre su experiencia, «fort savoureux, peut-être exagéré, mais très révélateur d'un obscurantisme et d'une mesquinerie invraisemblables».
La Inquisición de Goa fue suprimida por primera vez en 1774, restablecida en 1779 y definitivamente suprimida bajo la presión del Gobierno inglés en 1812.

## Estadísticas
Según el Anuario Pontificio 2022 la arquidiócesis tenía a fines de 2021 un total de 696 550 fieles bautizados.
| Año                                                                             | Población            | Población | Población      | Sacerdotes | Sacerdotes    | Sacerdotes    | Bautizados por sacerdote | Diáconos permanentes | Religiosos | Religiosos | Parroquias |
| Año                                                                             | Bautizados católicos | Total     | % de católicos | Total      | Clero secular | Clero regular | Bautizados por sacerdote | Diáconos permanentes | Varones    | Mujeres    | Parroquias |
| ------------------------------------------------------------------------------- | -------------------- | --------- | -------------- | ---------- | ------------- | ------------- | ------------------------ | -------------------- | ---------- | ---------- | ---------- |
| 1970                                                                            | 259 660              | 655 700   | 39.6           | 732        | 608           | 124           | 354                      |                      | 189        | 627        | 148        |
| 1980                                                                            | 424 500              | 1 106 850 | 38.4           | 648        | 460           | 188           | 655                      |                      | 232        | 764        | 158        |
| 1990                                                                            | 385 076              | 1 852 000 | 20.8           | 582        | 404           | 178           | 661                      |                      | 366        | 744        | 160        |
| 1999                                                                            | 451 220              | 1 442 913 | 31.3           | 608        | 361           | 247           | 742                      |                      | 450        | 951        | 166        |
| 2000                                                                            | 453 450              | 1 445 915 | 31.4           | 609        | 365           | 244           | 744                      |                      | 423        | 955        | 162        |
| 2001                                                                            | 458 450              | 1 446 219 | 31.7           | 615        | 370           | 245           | 745                      |                      | 507        | 944        | 163        |
| 2002                                                                            | 450 130              | 1 502 057 | 30.0           | 619        | 371           | 248           | 727                      |                      | 450        | 941        | 162        |
| 2003                                                                            | 449 818              | 1 665 994 | 27.0           | 612        | 364           | 248           | 734                      |                      | 424        | 888        | 165        |
| 2004                                                                            | 454 926              | 1 685 335 | 27.0           | 608        | 382           | 226           | 748                      |                      | 386        | 849        | 165        |
| 2006                                                                            | 627 400              | 1 763 598 | 35.6           | 630        | 377           | 253           | 995                      |                      | 436        | 870        | 166        |
| 2013                                                                            | 640 616              | 1 818 000 | 35.2           | 701        | 449           | 252           | 913                      |                      | 455        | 965        | 167        |
| 2016                                                                            | 657 429              | 2 121 000 | 31.0           | 747        | 389           | 358           | 880                      |                      | 562        | 877        | ?          |
| 2019                                                                            | 682 200              | 2 200 940 | 31.0           | 738        | 372           | 366           | 924                      | 1                    | 503        | 1073       | 172        |
| 2021                                                                            | 696 550              | 2 247 250 | 31.0           | 748        | 367           | 381           | 931                      | 1                    | 514        | 1063       | 172        |
| Fuente: Catholic-Hierarchy, que a su vez toma los datos del Anuario Pontificio. |                      |           |                |            |               |               |                          |                      |            |            |            |

## Episcopologio

### Sede de Goa
- Francisco de Mello ? † (31 de enero de 1533-27 de abril de 1536 falleció)[nota 6]
- João de Albuquerque, O.F.M. † (11 de abril de 1537-28 de febrero de 1553 falleció)
  - Sede vacante (1553-1558)
- Gaspar de Leão Pereira † (4 de febrero de 1558-1567 renunció)
- Jorge Temudo, O.P. † (13 de enero de 1567-29 de abril de 1571 falleció)
- Gaspar de Leão Pereira † (19 de noviembre de 1572-15 de agosto de 1576 falleció) (por segunda vez)
- Henrique de Távora e Brito, O.P. † (29 de enero de 1578-17 de mayo de 1581 falleció)
- João Vicente da Fonseca, O.P. † (31 de enero de 1583-1586 falleció)
- Mateus de Medina, O.Carm. † (19 de febrero de 1588-29 de julio de 1593 falleció)
- Aleixo de Meneses, O.S.A. † (13 de febrero de 1595-19 de marzo de 1612 nombrado arzobispo de Braga)
- Cristovão da Sá e Lisboa, O.S.H. † (12 de noviembre de 1612-31 de marzo de 1622 falleció)
- Sebastião de São Pedro, O.E.S.A. † (7 de octubre de 1624-7 de noviembre de 1629 falleció)
- Manoel Telles de Brito, O.P. † (10 de febrero de 1631-4 de julio de 1633 falleció)
  - Sede vacante (1633-1635)
- Francisco dos Martyres, O.F.M. † (3 de diciembre de 1635-25 de noviembre de 1652 falleció)
  - Sede vacante (1652-1670)
- Cristovão da Silveira, O.S.A. † (22 de diciembre de 1670-9 de abril de 1673 falleció)
- António Brandão, O.Cist. † (17 de diciembre de 1674-6 de julio de 1678 falleció)
  - Sede vacante (1678-1680)
- Manoel de Sousa e Menezes † (19 de agosto de 1680-31 de enero de 1684 falleció)
  - Sede vacante (1684-1686)
- Alberto de São Gonçalo da Silva, O.S.A. † (18 de marzo de 1686-10 de abril de 1688 falleció)
- Agostinho da Annunciação, Orden de Cristo † (6 de marzo de 1690-6 de julio de 1713 falleció)
  - Sede vacante (1713-1715)
- Sebastião de Andrade Peçanha † (16 de diciembre de 1715-25 de enero de 1721 renunció)
- Inácio de Santa Teresa Torres de Souza, O.E.S.A. † (3 de febrero de 1721-19 de diciembre de 1740 nombrado arzobispo a título personal de Faro)
- Eugénio Trigueiros, O.S.A. † (19 de diciembre de 1740-22 de abril de 1741 falleció)
- Lourenço (Francisco) de Santa Maria (de Mello), O.F.M.Ref. † (26 de noviembre de 1742-17 de enero de 1750 renunció)
- António Taveira de Neiva Brum † (19 de enero de 1750-11 de diciembre de 1773 renunció)
- Francisco da Assunção e Brito, O.E.S.A. † (20 de diciembre de 1773-23 de junio de 1783 renunció)
- Manoel da Santa Catalina Felix Soares, O.C.D. † (18 de julio de 1783-10 de febrero de 1812 falleció)
- Manuel Santo Galdino, O.F.M.Disc. † (10 de febrero de 1812 por sucesión-15 de julio de 1831 falleció)
  - Sede vacante (1831-1843)
- João José da Silva Torres, O.S.B. † (19 de junio de 1843-22 de diciembre de 1848 renunció)
  - Sede vacante (1848-1861)
- João Crisóstomo de Amorim Pessoa, O.F.M.Ref. † (22 de marzo de 1861-17 de noviembre de 1874 nombrado arzobispo coadjutor de Braga)
- Aires de Ornelas de Vasconcelos † (23 de julio de 1874-28 de noviembre de 1880 falleció)
- António Sebastião Valente † (4 de agosto de 1881-25 de enero de 1908 falleció)
- Matheus de Oliveira Xavier † (26 de febrero de 1909-1 de mayo de 1928 nombrado arzobispo de Goa y Damán)

### Sede de Damán
- António Pedro da Costa † (14 de marzo de 1887-30 de enero de 1900 falleció)
- Sebastião José Pereira † (23 de julio de 1900-4 de agosto de 1925 falleció)
  - Sede vacante (1925-1928)

### Sede de Goa y Damán
- Matheus de Oliveira Xavier † (1 de mayo de 1928-19 de mayo de 1929 falleció)
- Teotonio Emanuele Ribeira Vieira de Castro † (25 de mayo de 1929-16 de mayo de 1940 falleció)
- José da Costa Nunes † (11 de diciembre de 1940-16 de diciembre de 1953 renunció[nota 7])
- José Vieira Alvernaz † (16 de septiembre de 1953 por sucesión-22 de febrero de 1975 retirado)
  - Sede vacante (1975-1978)
- Raul Nicolau Gonsalves † (30 de enero de 1978-12 de diciembre de 2003 retirado)
- Filipe Neri António Sebastião do Rosário Ferrão, desde el 12 de diciembre de 2003